# بورگ کیرشن ان در آلتس
بورگ کیرشن ان در آلتس (به آلمانی: Burgkirchen an der Alz) یک شهر در آلمان است که در بایرن واقع شده‌است.

## خصوصیات
بورگ کیرشن ان در آلتس ۴۶٫۲۱ کیلومترمربع مساحت دارد ۳۹۱-۵۳۰ متر بالاتر از سطح دریا واقع شده‌است.